# Le Vaisseau des damnés
Le Vaisseau des damnés (titre original : The Ship of the Dead), est un roman de fantasy écrit par Rick Riordan et paru en langue originale le 3 octobre 2017 puis traduit et publié en France le 7 mars 2018. Il s'agit du troisième tome de la série Magnus Chase et les Dieux d'Asgard. 

## Résumé
Magnus Chase reçoit une leçon sur la survie en plein océan de Percy Jackson, un demi-dieu grec qui est le copain de la cousine de Magnus. Percy lui apprend plus tard que les dieux marins sont excessivement possessifs à propos de leurs armes. Alex Fierro et Magnus se rendent au manoir des Chase, où ils découvrent des notes gribouillées par Randolph à différents moments. Alex sent que ces notes détiennent la clé pour vaincre Loki. Une fois le Walhalla atteint, Magnus fait venir un navire donné par son père Freyr, navire baptisé la "Grosse Banane" pour sa couleur jaune. Mallory Keen, Demi-Homme Gunderson, Tomas Jefferson Jr., Samirah Al Abbas et Alex accompagnent Magnus pour passer prendre Hearthstone et Blitzen sur le trajet. La conversation de la bande est entendue par les Neuf filles d'Ægir, qui les entraînent vers la cour de leur père, où ils découvrent Hearth et Blitz, prisonniers. La plus âgée des Neuf reconnaît Magnus, grâce à la description que Ran, leur mère avait faite, à la suite de la rencontre entre Magnus et la déesse. Magnus jure sur sa foi de vaincre Loki à un concours d'insultes et de venger l'humiliation subie par Ægir, mais la bande est tout de même attaquée.
L'équipe continue son voyage, Hearth et Blitz voyageant de leur côté afin de retrouver la pierre à aiguiser de Bolverk.
Tandis que l'équipe se dirige vers Jorvik, le passé des membres est peu à peu révélé.
Mallory est morte en désarmant une bombe en Irlande ; Gunderson est mort près de Jorvik; TJ est mort en acceptant un défi dans espoir, un trait hérité de son père Tyr. Pendant ce temps, Samirah est en jeûne dû au Ramadan. La bande arrive au vieux York, où ils se battent en duel contre le géant Hrungnir pour connaître le lieu où est entreposé l'hydromel de Kvasir.
Ils parviennent à le vaincre. Ils apprennent que l'hydromel de Kvasir est situé près de Flåm en Norvège. Heartstone, Blitzen et Magnus vont ensuite affronter le père de Heartstone qui est devenu un dragon.Ils arrivent à le tuer et ils font cuire son cœur car son fils doit le manger. Finalement Magnus le fait tomber et se met du jus sur les mains il porte sa main à sa bouche et  le cœur est  détruit.
Ils arrivent en Norvège et ils trouvent L'hydromel de Kvasir. Ils apprennent que la vieille qui a "tué" Mallory est en fait sa mère: Frigg. 